# جاده فرعی (فیلم ۱۹۷۷)
جاده فرعی (انگلیسی: Backroads) یک فیلم جنایی و درام محصول سال ۱۹۷۷ سینمای استرالیا به کارگردانی فیلیپ نویس است. دو غریبه - یکی سفیدپوست (جک)، یکی بومی (گری) - یک ماشین را در غرب نیو ساوت ولز می‌دزدند و در اطراف ساحل رانندگی می‌کنند. شخصیت‌های اصلی از داستانی از جان امری، نویسنده آدلایدی، که نویس روی یک فیلم کوتاه با او کار کرده بود، آمده بودند. نقدهای استرالیایی این فیلم متفاوت بود و تنها در یک سینما به صورت تجاری اکران شد.
این فیلم در استرالیا نقدهای متفاوتی دریافت کرد، اما در خارج از کشور به واکنش بهتری دست یافت.

## داستان
جک و گری یک ماشین را می‌دزدند و به جاده‌های پشتی غرب نیو ساوت ولز می‌روند. آنها سه نفر از همسفران را سوار می‌کنند - عموی گری، جو، یک مسافر سوار فرانسوی و یک زن عصبانی. جو در حالت مستی به یک غریبه شلیک می‌کند و پلیس آنها را تعقیب می‌کند. پلیس جو و جک را دستگیر می‌کند و به گری شلیک می‌کند.